# José Moya del Pino
José Moya del Pino (Priego de Córdoba, 1891-San Francisco, 1969) fue un pintor y muralista español, asociado con el post-impresionismo español y los muralistas de la época de la Gran Depresión en el área de la bahía de San Francisco.

## Biografía
Nacido a comienzos de la década de 1890 en Priego de Córdoba, estudió arte en la Real Academia de Bellas Artes de San Fernando en Madrid. Alcanzó gran prestigio en España dentro del estilo post-impresionista. 

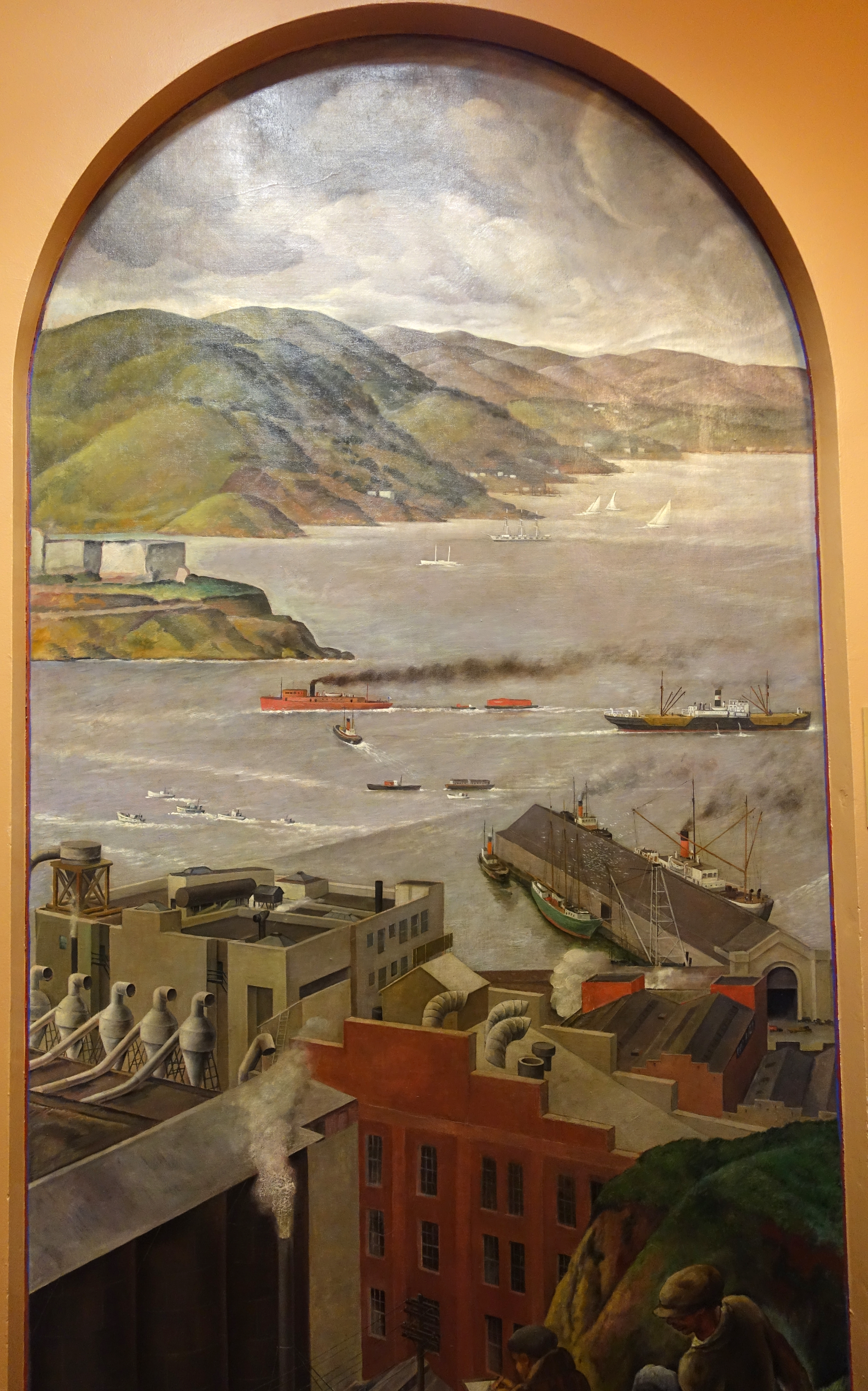
Norte de la bahía de San Francisco, José Moya del Pino - Coit Tower, San Francisco, California.

En 1925, Alfonso XIII nombró a Moya director de la "Misión Artística Española" para fomentar la apreciación del arte y la cultura española en América. Moya y otros dos miembros de la corte llevaron más de 50 cuadros para exposiciones en Filadelfia, Nueva York, Washington D. C. y San Francisco.
Se trasladó a San Francisco durante la década de 1930 y enseñó en la Art Students League de San Francisco (un espacio de cooperación fundado por Ray Strong que ofrece a los artistas una galería, clases y tienda de arte), La Escuela de California de Bellas Artes (ahora llamado el Instituto de Arte de San Francisco) y en el Centro de Bellas Artes Marin.
Se dio a conocer por la frescura de sus retratos en la sociedad californiana del momento, pero también pintó murales para las oficinas de correos de toda el área de la bahía (1936-1941) e incluso fuera del estado de California, como en Alpine (Texas).
Contribuyó con un espléndido mural sobre la bahía de San Francisco en el vestíbulo de la monumental Torre Coit  como parte de las Obras Públicas del Proyecto de Arte de 1934. También fundó el Centro de arte Marín y Centro de jardinería en Ross (California). En reconocimiento a su labor la ciudad de San Francisco fundó una biblioteca con su nombre.